# 小行星18675
小行星18675（18675 Amiamini）是一颗绕太阳运转的小行星，为主小行星带小行星。该小行星于1998年3月20日发现。

## 轨道参数
小行星18675的轨道半长轴为2.6397868 UA，离心率为0.098。